# Huatabampo
Huatabampo  est une ville et municipalité située dans l'État du Sonora, dans la partie septentrionale du Mexique.